# Потырнике, Максим
Максим Потырнике (рум. Maxim Potîrniche; 13 июня 1989, Кишинёв, МССР) — молдавский футболист, защитник клуба «Петрокуб» и сборной Молдавии.

## Карьера

### Клубная
Максим ходил детско-юношескую школу, позднее выступал я за юношескую команду «Сфынтул Георге» и за дубль «Рапида». В 2008 году подписал контракт со взрослой командой «Академия УТМ», в составе которой дебютировал в Национальном дивизионе. В кишинёвском клубе Максим играл под руководством Виталия Кулибабы, Олега Беженаря и Игоря Добровольского, в общей сложности провёл 103 матча в высшей лиге страны. В начале 2012 года Максим Потырнике и молдавский нападающий Раду Гынсарь были на просмотре в английском клубе «Борнмут», выступающем тогда в третьем по силе дивизионе чемпионата Англии, но закрепиться там не смогли. В сентябре 2012 года подписал контракт с командой «Искра-Сталь», за рыбницкий клуб Максим сыграл 12 матчей. В марте 2013 года Максим уехал в белорусский клуб «Белшина», за который провёл 23 игры и забил один мяч. В начале 2014 года Потырнике подписал краткосрочный контракт на полгода с командой «Рыбник», выступающей в Первой лиги Польши, но закрепиться здесь не смог, за польский клуб он провёл всего три игры. В июле 2013 года Максим перешёл в кишинёвский «Зимбру», в составе «зубров» Потырнике отыграл 12 матчей чемпионата Молдавии. В марте 2015 года подписал контракт с тираспольким «Шерифом». По итогам матча 30 тура чемпионата 2014/15 против «Зимбру» Потырнике получил памятный приз от компании «Интерднестрком» как лучший игрок матча. 24 мая 2015 года выиграл с командой Кубок Молдавии 2014/15. 25 июля стал обладателем Суперкубка Молдавии 2015, матч против «Милсами» закончился со счётом 3:1.

### Международная
Максим выступал за молодёжную сборную Молдавии. 10 августа 2011 года дебютировал за национальную команду в товарищеском матче против Кипра. Всего за сборную провёл 4 матча, в последний раз вызывался в 2012 году.

## Достижения
Шериф
- Обладатель Кубка Молдавии (2): 2014/15, 2015/16
- Бронзовый призёр чемпионата Молдавии (1): 2014/15
- Обладатель Суперкубка Молдавии (1): 2015